# Pomnik Józefa Piłsudskiego w Krakowie
Pomnik Józefa Piłsudskiego – pomnik marszałka Józefa Piłsudskiego, stojący u zbiegu ulic: Piłsudskiego, Wenecja i Garncarskiej w Krakowie, autorstwa Czesława Dźwigaja. Pomnik został odsłonięty 10 listopada 2008 roku.

## Historia
Pomysł powstania pomnika Józefa Piłsudskiego i Czynu Niepodległościowego w Krakowie powstał w 1922 roku, jednak nie został on zrealizowany. Ponownie pojawił się w 1989 roku za sprawą Związku Legionistów Polskich, ale planowane ustawienie monumentu na Błoniach nie zostało zrealizowane ze względów prawnych.
O podjęciu kolejnej próby wzniesienia pomnika Piłsudskiego krakowska prasa poinformowała w marcu 2008. Z inicjatywą tą wystąpił Leszek Gołda, starszy Bractwa Kurkowego. Fundatorem miało zostać właśnie Bractwo, a autorem pomnika Czesław Dźwigaj. Z trzech przedstawionych przez rzeźbiarza projektów Bractwo wybrało jeden. 23 kwietnia 2008 Rada Miasta Krakowa podjęła stosowną uchwałę w sprawie budowy pomnika. Początkowo pomnik miał być ustawiony u zbiegu ul. Piłsudskiego i Retoryka, jednak na tę lokalizację nie zgodził się wojewódzki konserwator zabytków. 10 września zmieniono usytuowanie na obecne, tj. zbieg ulic Piłsudskiego, Wenecja i Garncarskiej.
Bractwo Kurkowe poniosło koszty wykonania figury Piłsudskiego i pięciu projektów architektonicznych (trzy wykonane zostały dla pierwotnej lokalizacji, dwa – dla obecnej). Miasto natomiast zapłaciło 1,7 mln zł za Czwórkę Legionową i maszt oraz za przygotowanie terenu, fundamentów i zieleni.
Odsłonięcie pomnika miało miejsce 10 listopada 2008 roku, w przeddzień 90. rocznicy Niepodległości. Obecni byli: minister obrony Bogdan Klich, kardynał Stanisław Dziwisz, Jacek Majchrowski, Janusz Onyszkiewicz, generałowie: Mieczysław Bieniek, Edward Gruszka i Jerzy Wójcik, bracia kurkowi i licznie zgromadzeni krakowianie. Odsłonięcia dokonali: min. Klich, prezydent Majchrowski, radna Małgorzata Radwan-Ballada i Leszek Gołda.

## Opis
Pomnik ustawiony jest na wyłożonym kostką skwerze. Oprócz statuy Piłsudskiego w jego skład wchodzi grupa rzeźbiarska, przedstawiająca Czwórkę Legionową i maszt flagowy.
Główny element – pomnik marszałka, składa się z wysokiego, marmurowego cokołu z wyrytym napisem MARSZAŁEK JÓZEF PIŁSUDSKI 1867-1935. Na cokole ustawiona jest figura Piłsudskiego. Ukazany jest on w pozycji stojącej, wsparty na szabli; ubrany w mundur, płaszcz i czapkę. U jego stóp umieszczony jest orzeł, zrywający okowy. Całość ma około 6 m wysokości. Z lewej strony znajduje się rzeźba przedstawiająca Czwórkę Legionową, wyruszających na bojowy szlak z krakowskich Oleandrów. Ustawieni są na pochyłym cokole z inskrypcją-zwrotką pieśni My, Pierwsza Brygada (Legiony to – żołnierska buta, / Legiony to – ofiarny stos, / Legiony to – żołnierska nuta, / Legiony to straceńców los!). Za figurą Piłsudskiego stoi 8,5-metrowy maszt, opleciony wieńcem laurowym z różami i z kopią główki laski marszałkowskiej z II Rzeczypospolitej na jego szczycie.

## Kontrowersje
Idea budowy pomnika spotkała się z różnymi reakcjami. Obok głosów poparcia (np. Edwarda Jankowskiego, prezesa Małopolskiego Oddziału Związku Piłsudczyków czy Pawła Sularza, radnego miasta), pojawiły się także krytyczne. Stowarzyszenie Architektów Polskich w lipcu 2008 wysłało list do prezydenta Krakowa, Jacka Majchrowskiego, z prośbą o umiar i uwagami na temat dużej ilości pomników w Krakowie.
Dwa dni po odsłonięciu w krakowskiej prasie pojawiła się sugestia, że pomnik Piłsudskiego (a dokładnie – grupa czterech legionistów) może być plagiatem pomnika Czwórki Legionowej, autorstwa Jana Raszki. Pomnik ten postawiono w Krakowie w 1918 roku. Według tego samego projektu wykonano w 1938 roku Pomnik Czynu Legionowego w Kielcach (zniszczony w czasie II wojny światowej, zrekonstruowany w 1991). Co więcej, gipsowy model legionistów Raszki ma w swoich zbiorach Muzeum Narodowe w Krakowie. Danuta Bielecka, córka Raszki i spadkobierczyni praw autorskich, chciałaby, aby czwórka wykonana przez Dźwigaja została podpisana nazwiskiem Jana Raszki. Wyraziła też żal, że nikt nie zapytał jej o zgodę. Jednak ani Leszek Gołda, ani sam rzeźbiarz Czesław Dźwigaj, nie uznali zastrzeżeń Danuty Bieleckiej za słuszne. Gołda stwierdził: Wojsko Polskie zawsze maszeruje czwórkami w tak zwanej kolumnie marszowej i trudno, żeby ktokolwiek uzurpował sobie do tego prawo, a Dźwigaj: To są tylko uwagi starszej kobiety, które nie mają pokrycia w faktach. Miałem na uwadze, że mogą pojawić się takie oskarżenia, ale są one bezpodstawne.

## Galeria

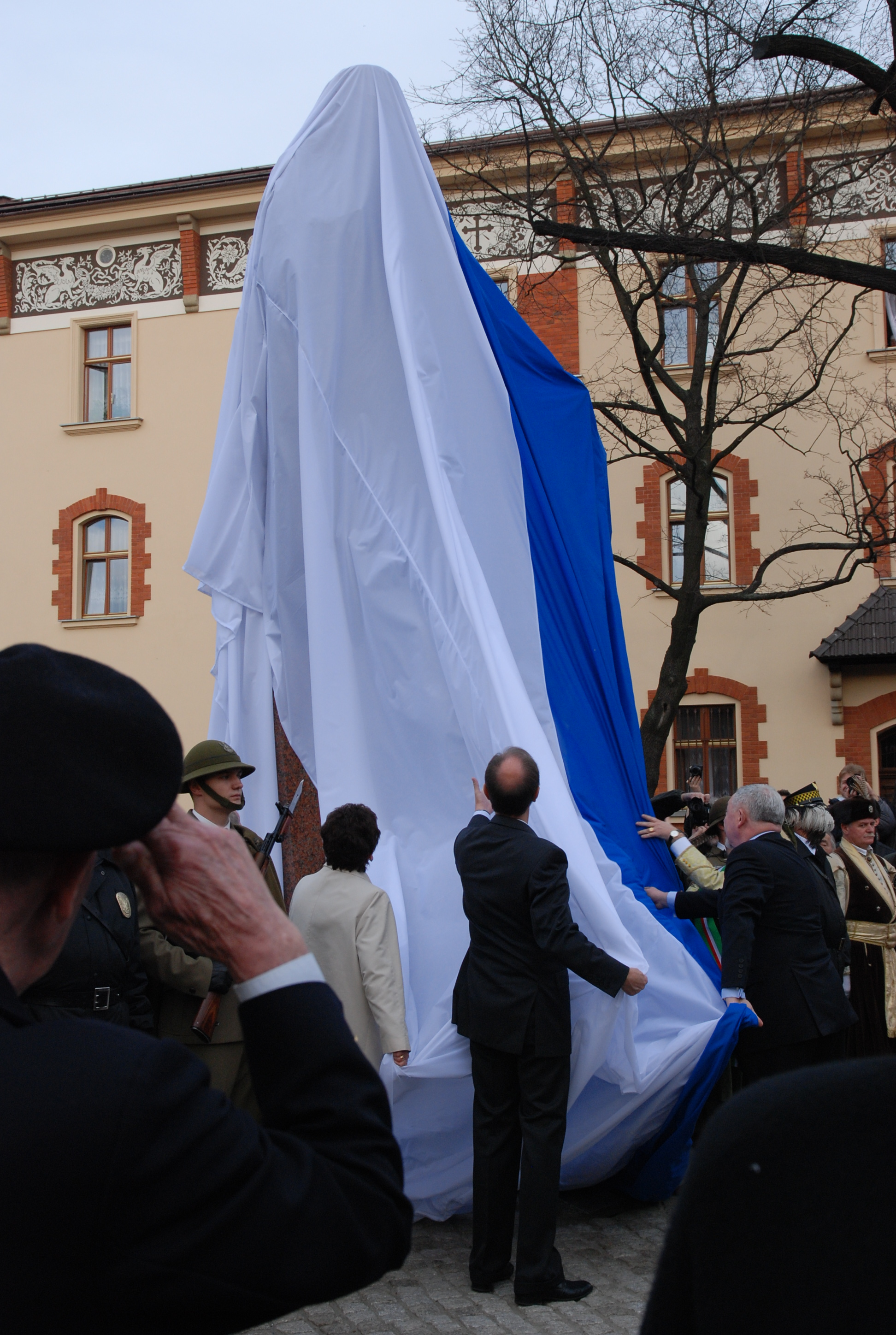
Odsłonięcie pomnika 10.11.2008 (w centrum Bogdan Klich, z prawej Jacek Majchrowski)
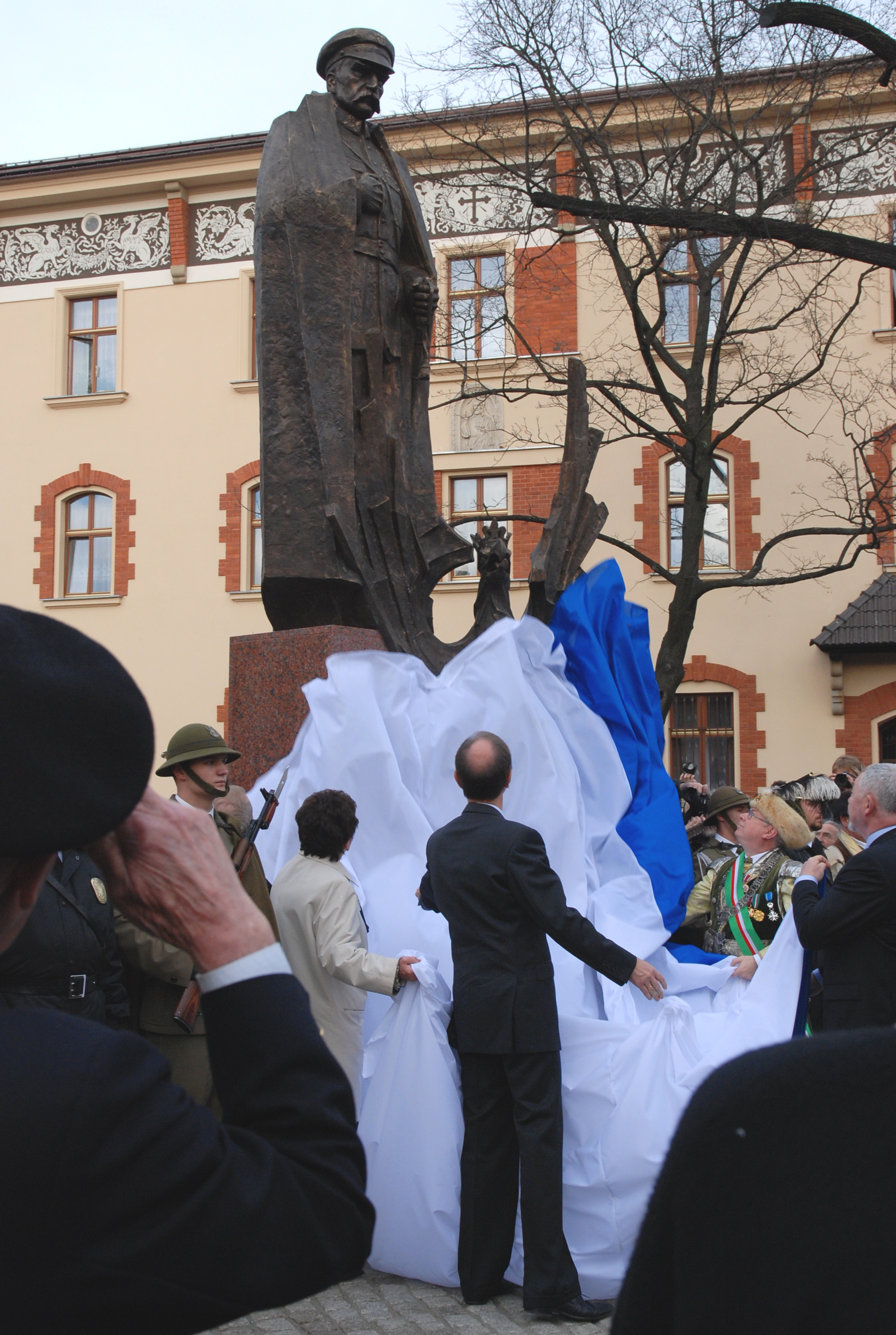
Odsłonięcie
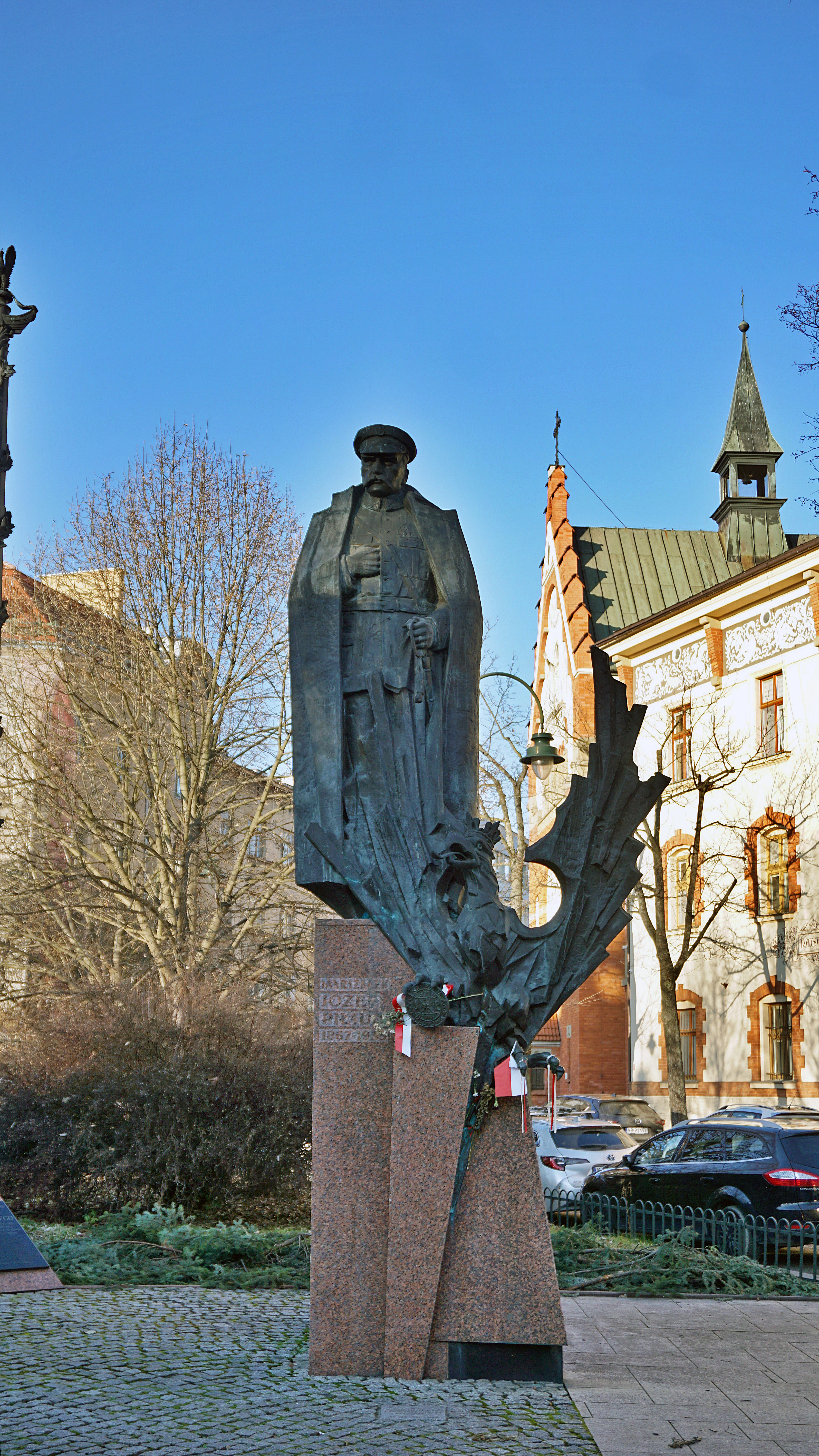
Marszałek Józef Piłsudski
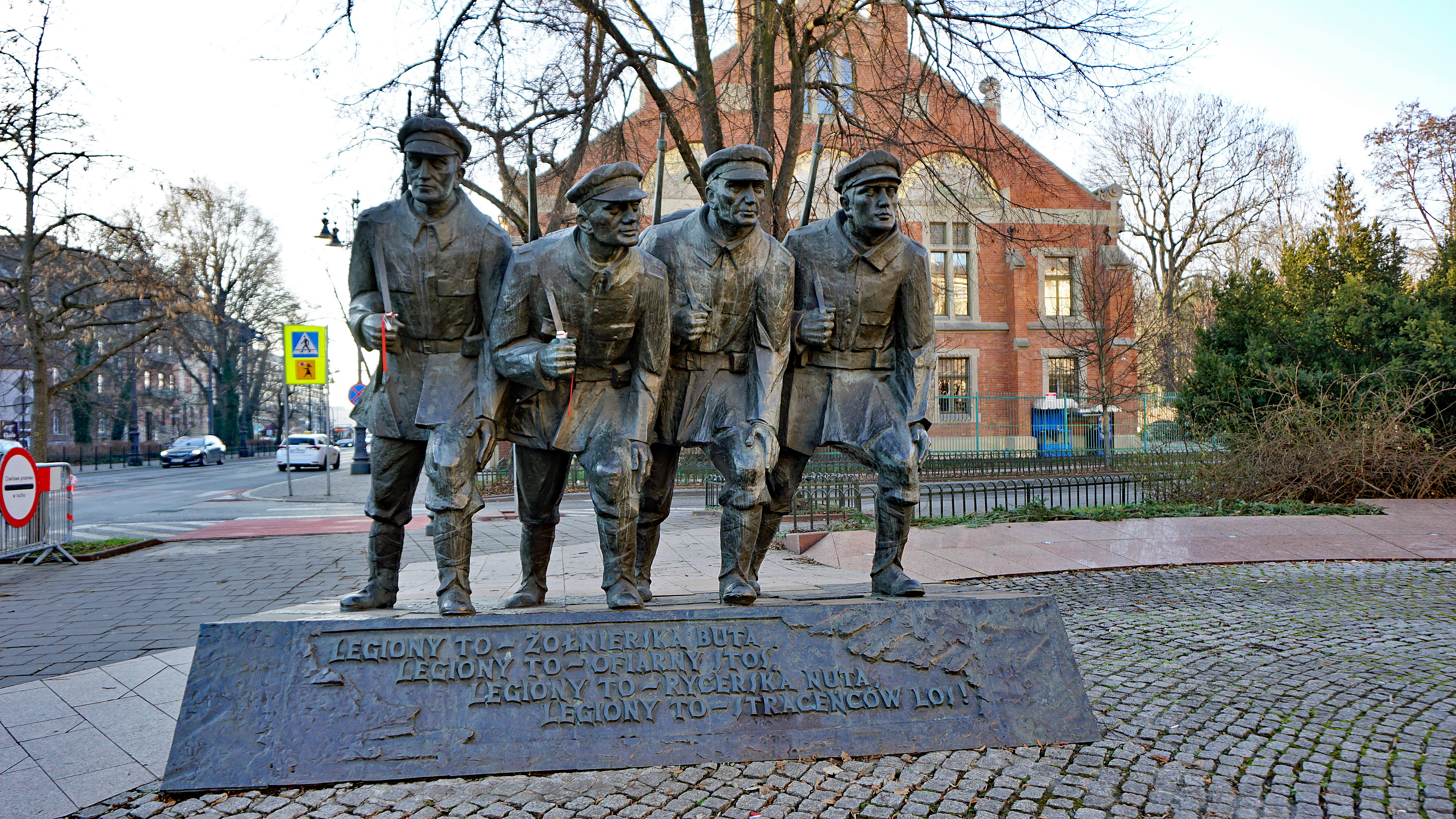
Legiony. Na cokole wypisany został tekst pieśni My, Pierwsza Brygada Andrzeja Brzuchala-Sikorskiego